# Obelos
Obelos (altgriechisch ὀβελός, eigentlich „Spieß“ oder „Bratspieß“) ist in der antiken, insbesondere der alexandrinischen Philologie ein textkritisches Zeichen zur Markierung von für unecht oder verderbt gehaltenen Stellen, hauptsächlich in poetischen Texten, in Form eines waagrechten Striches am linken Textrand. Seine Einführung vor allem in der Homerkritik wird Zenodotos von Ephesos zugeschrieben.
Zusammen mit Metobelos oder Asteriskos markierte der Obelos einen für interpoliert gehaltenen wiederholten Vers (versus iteratus).

## Varianten
Für das Zeichen haben sich verschiedene Varianten mit dann auch verschiedenen Bedeutungen herausgebildet:
| Name             | Beschreibung                                  | Zeichen | Codepunkt | Unicode-Name           | Codeblock                | Anmerkung                                                 |
| ---------------- | --------------------------------------------- | ------- | --------- | ---------------------- | ------------------------ | --------------------------------------------------------- |
| Geteiltzeichen   | mathematischer Operator (Symbol für Division) | ÷       | U+00F7    | DIVISION SIGN          | Lateinisch-1, Ergänzung  | z. B. bei Origenes; heute meist nur als Rechenoperator    |
| Minuszeichen     | mathematischer Operator                       | −       | U+2212    | MINUS SIGN             | Mathematische Operatoren | z. B. bei Origenes; heute meist nur als Rechenoperator    |
| Syrischer Obelos | Markierungszeichen bei Thomas von Harqel      | ܋       | U+070B    | SYRIAC HARKLEAN OBELUS | Syrisch                  | z. B. bei Origenes oder Thomas von Harqel                 |
| Kreuz            | Interpunktionszeichen                         | †       | U+2020    | DAGGER                 | Allgemeine Interpunktion | moderne Form, in der Textkritik für Korruptelen verwendet |

## Verwendung
Wie auch der Asteriskos (※) wurde der Obelos zusammen mit dem Metobelos (/., ⁒, oder ) beispielsweise in der Hexapla gebraucht, um Textpassagen in der Septuaginta-Spalte zu markieren. Eine Passage, die mit Obelos vorne und Metobelos hinten eingerahmt war, stellte bei Origenes eine Ergänzung dar, die zwar in der Septuaginta, nicht jedoch im Urtext vorhanden war. Beispielsweise wäre in diesem Sinne Genesis 1,14  in der hexaplarischen Rezension als Καὶ εἶπεν ὁ θεός Γενηθήτωσαν φωστῆρες ἐν τῷ στερεώματι τοῦ οὐρανοῦ ÷εἰς φαῦσιν τῆς γῆς τοῦ διαχωρίζειν ἀνὰ μέσον τῆς ἡμέρας καὶ ἀνὰ μέσον τῆς νυκτὸς καὶ ἔστωσαν εἰς σημεῖα καὶ εἰς καιροὺς καὶ εἰς ἡμέρας καὶ εἰς ἐνιαυτοὺς zu verzeichnen gewesen.